# وارن فارل
وارن فارل (به انگلیسی: Warren Farrell؛ زادهٔ ۲۶ ژوئن ۱۹۴۳) یک آموزگار، کنشگر و پدیدآور هفت کتاب در باب مشکلات مردان و زنان اهل ایالات متحده آمریکا است. وی در فیلم قرص سرخ ساخته کیسی جی هم بازی کرده‌است.
وارن فارل در کتاب افسانه قدرت مردانه ادعا می‌کند داستان سرایی‌ها دربارهٔ قدرت مردانه و وجود مردسالاری صرفاً برساخته فمینیسم است و مردان کسانی هستند که جان آن‌ها ارزش ندارد، باید پیوسته هزینه زندگی زنان را تأمین کنند، و روزانه ساعت‌ها از فرزندان عزیز خود دور باشند، و در آخر هم همیشه بدهکار باشند.

## سنین جوانی و تحصیل
فارل در سال ۱۹۴۳ متولد شد. وی بزرگترین فرزند از سه فرزند متولد شده از یک پدر حسابدار و یک مادر خانه‌دار است. او در نیوجرسی بزرگ شد.فارل در سال اول و دوم دبیرستان در دبیرستان در مدرسه آمریکایی لاهه تحصیل کرد، سپس در سال ۱۹۶۱ از دبیرستان میدلند پارک در نیوجرسی فارغ‌التحصیل شد، جایی که وی رئیس دانشجویی بود. وی توسط لژیون آمریکایی به‌عنوان گزینه شهر خود (والدویک) برای ایالت نیوجرسی پسران انتخاب شد. فارل B.A دریافت کرد. از دانشگاه ایالتی مونتکلر در علوم اجتماعی در سال ۱۹۶۵.فارل به‌عنوان دانشجوی دانشگاه، معاون ملی انجمن آموزش ملی دانشجویی بود و رئیس‌جمهور لیندون بی جانسون را به دعوت وی به کنفرانس کاخ سفید در زمینه آموزش و پرورش سوق داد.در سال ۱۹۶۶ وی مدرک کارشناسی ارشد خود را از دانشگاه کالیفرنیا، لس آنجلس در علوم سیاسی دریافت کرد و در سال ۱۹۷۴ دکترای خود را دریافت کرد. در همان رشته از دانشگاه نیویورک.ضمن اتمام دوره دکترا در نیویورک، وی به‌عنوان دستیار رئیس دانشگاه نیویورک خدمت کرد.

## آثار شناخته شده
- The Liberated Man (۱۹۷۴)
- Why Men Are the Way They Are (۱۹۸۶)
- The Myth of Male Power (۱۹۹۳)
- Women Can't Hear What Men Don't Say (۱۹۹۹)
- Father and Child Reunion (۲۰۰۱)
- Why Men Earn More (۲۰۰۵)
- Does Feminism Discriminate Against Men? (۲۰۰۸)

در ایران کتاب افسانه قدرت مردانه او به وسیله احسان شاه قاسمی ترجمه شده‌است.

## جوایز و افتخارات
- California Association of Marriage and Family Therapists (CAMFT) Award for Outstanding Contribution to the field of psychology, Santa Barbara, CA, ۱۹۸۸
- Financial Times: one of 100 top Thought Leaders world-wide
- Renaissance Weekend member
- Onstep Institute for Mental Research, "Pioneer in the Psychology of Fatherhood Award", ۲۰۰۰
- دکتراهای افتخاری
  - Professional School of Psychology, San Diego, ۱۹۸۵
  - Montclair State University, 2011<ref]>ویدئو در یوتیوب</ref>